# جبل الشبر (المفلحي)

تعديل مصدري - تعديل

جبل الشبر هي إحدى قرى عزلة المفلحي بمديرية المفلحي التابعة لمحافظة لحج، بلغ تعداد سكانها 1319 نسمة حسب تعداد اليمن لعام 2004.